# 多鈕粗文鏡

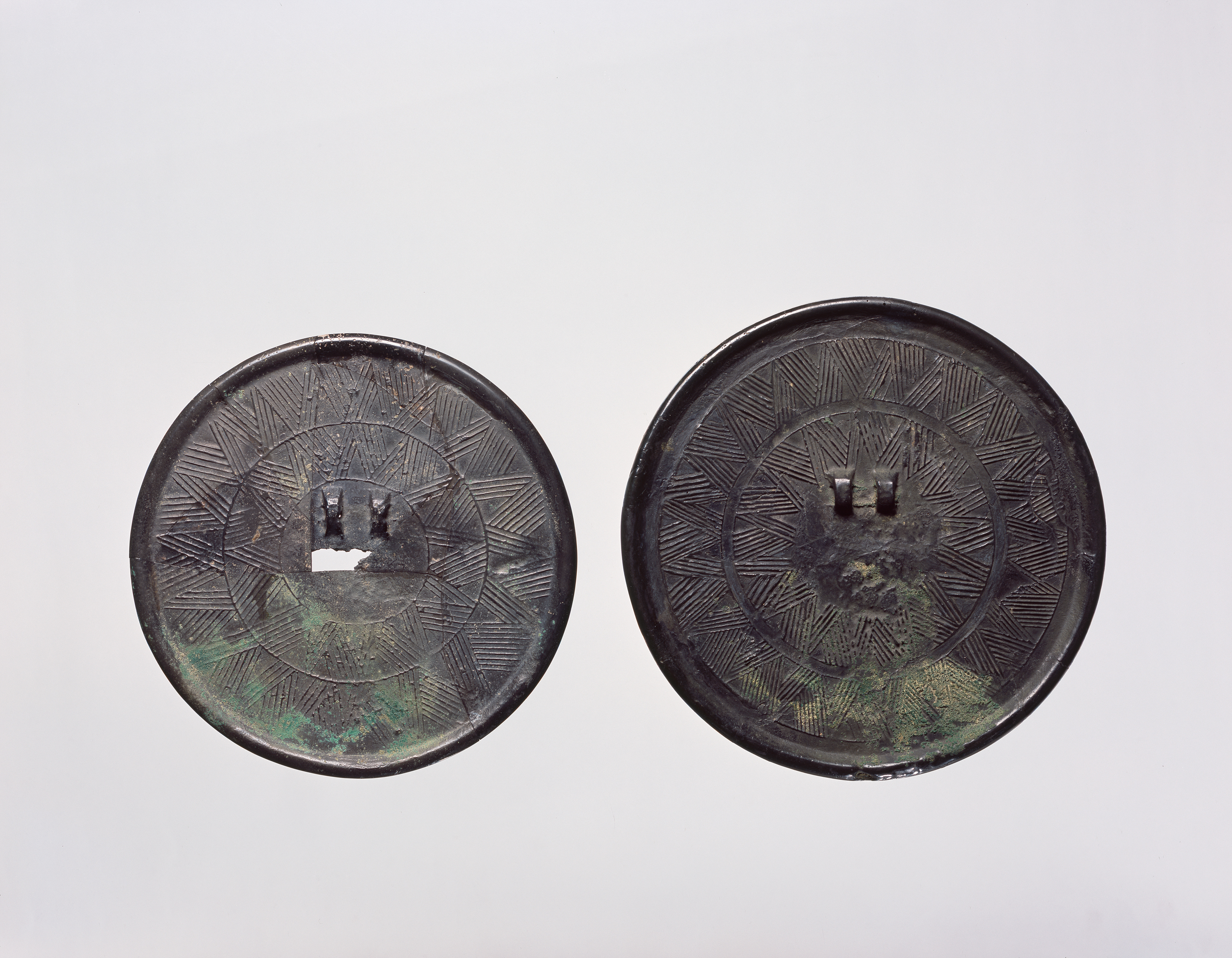
多鈕粗文鏡

多鈕粗文鏡（たちゅうそもんきょう、朝鮮語 : 다뉴조문경）は、朝鮮の青銅器時代の遺物の1つ。

## 概要
多鈕粗文鏡は、忠清南道牙山市で出土した。現在ソウル特別市龍山区韓国国立中央博物館に所蔵しており、線が太く三角形柄、星、雷柄などが表現されている。
多鈕粗文鏡は支配者（王）の権威を象徴する銅鏡で、通常の胸にガレージ通ったものと推定される。古代社会で支配者（王）は、太陽のような存在は、太陽は生命の輝き。その光が銅鏡を介して地上に降りてきて、その時から銅鏡は支配者（王）のシンボルとなる。この銅鏡を胸につけ越しと日光を受けて、さらに光たものであり、それ自体でもかなりの権威を与えたのだ。このように青銅器時代の各種悪魔（厄）を追う呪術ツールであった銅鏡は後代王権社会に入り、王の象徴となる。古代の太陽の象徴だった銅鏡は4世紀以降の権力関係を休止出す証票として使用される。

## 武寧王陵銅鏡との関連性
1971年武寧王陵から出土した遺物の中の3つの銅鏡（宜子孫獣帯鏡、王妃獣文鏡、方格規矩神獣鏡）が発見された。しかし、日本でも同様の憧れが、日本の16代天皇の墓である大仙陵古墳が1872年地滑りで一部が崩壊し、いくつかの点の副葬品が明らかが、そのいずれかが銅鏡（獣帯鏡／細線式獣文鏡、5世紀、米国ボストン美術館所蔵）
『日本書紀』を見ると、神功皇后52年「七子鏡一面献上」した記録が出てくる。